# Liste der denkmalgeschützten Objekte in Eberschwang
Die Liste der denkmalgeschützten Objekte in Eberschwang enthält die denkmalgeschützten, unbeweglichen Objekte der Gemeinde Eberschwang in Oberösterreich (Bezirk Ried im Innkreis).

## Denkmäler
| Foto |                 | Denkmal                                                                   | Standort                                     | Beschreibung | Metadaten |
| ---- | --------------- | ------------------------------------------------------------------------- | -------------------------------------------- | --- | --- |
| ja   | Datei hochladen | Kath. Pfarrkirche hl. Michael HERIS-ID: 52084 Objekt-ID: 58198            | bei Eberschwang 5 Standort KG: Eberschwang   | Die dem heiligen Michael geweihte Pfarrkirche stammt in ihren Ursprüngen aus dem 11. Jahrhundert und wurde 1410 im gotischen Stil aus- und umgebaut.                                                                                    | BDA-Hist.: Q21477533 Status: § 2a Stand der BDA-Liste: 2025-06-30 Name: Kath. Pfarrkirche hl. Michael GstNr.: .18 Sankt Michael (Eberschwang)   |
| ja   | Datei hochladen | Pfarrhof, ehem. Tattenbachsches Schlössl HERIS-ID: 52082 Objekt-ID: 58195 | Eberschwang 8 Standort KG: Eberschwang       | Der jetzige Bau stammt aus dem Jahr 1668. Damals befand sich der Besitz in der Hand der Familie Tattenbach-Rheinstein. 1858 wurde das Schloss von Johann Schuster, Pfarrer von Eberschwang, erworben und gehört heute der Diözese Linz. | BDA-Hist.: Q2240715 Status: § 2a Stand der BDA-Liste: 2025-06-30 Name: Pfarrhof, ehem. Tattenbachsches Schlössl GstNr.: 310 Schloss Eberschwang |
| ja   | Datei hochladen | Elisabethkapelle HERIS-ID: 75607 Objekt-ID: 89107                         | bei Am Sportplatz 7 Standort KG: Eberschwang | | BDA-Hist.: Q38139693 Status: § 2a Stand der BDA-Liste: 2025-06-30 Name: Elisabethkapelle GstNr.: 167 Elisabethkapelle Eberschwang               |